# Finjasøen
Finjasjön (dansk: Finjasøen) er en sø beliggende få kilometer sydvest for Hässleholm i det nordlige Skåne. Finjasjön har en gennemsnitlig dybde på tre meter. Det dybeste punkt er på 12 meter. Søens areal er 10,5 km². Søen har fem tilløb og afvandes via Almaån, der udmuunder i Helgeå. Ved søen ligger Hofdal Slot.
56°8′N 13°42′Ø / 56.133°N 13.700°Ø